# Les Cinéphiles 3 : Les Ruses de Frédéric
Pour plus de détails, voir Fiche technique et Distribution.
Les Cinéphiles 3 : Les Ruses de Frédéric est un court métrage français réalisé par Louis Skorecki sorti en 2007.

## Fiche technique
- Titre : Les Cinéphiles 3 : Les Ruses de Frédéric
- Réalisation : Louis Skorecki
- Scénario : Louis Skorecki
- Production : Laetitia Fèvre et Michel Klein
- Montage : Marie-Catherine Miqueau
- Photographie : Patrice Kirchhofer
- Genre : court métrage
- Durée : 32 minutes
- Année : 2007
- Pays : {{France
- Langue : français}}
- Couleur : couleur

## Distribution
- Frédéric Beigbeder
- Julien Naveau
- Axelle Ropert
- Louis Rostain